# Acalolepta subbicolor
Acalolepta subbicolor là một loài bọ cánh cứng trong họ Cerambycidae.